# Friday the 13th (serial telewizyjny)
Friday the 13th (ang. Friday the 13th: The Series) – kanadyjsko-amerykański serial telewizyjny nadawany przez trzy sezony w latach 1987–1990. Powstały siedemdziesiąt dwa odcinki serialu. Projekt inspirowany był serią horrorów Piątek, trzynastego. W rolach głównych wystąpili Louise Robey, John D. LeMay i Chris Wiggins. Poszczególne odcinki wyreżyserowali tacy twórcy, jak David Cronenberg, Atom Egoyan, Armand Mastroianni i Tom McLoughlin. Serial zdobył dwie nominacje do nagrody Primetime Emmy oraz dwanaście nominacji do statuetki Gemini.

## Obsada
- Louise Robey – Micki Foster
- John D. LeMay – Ryan Dallion
- Chris Wiggins – Jack Marshak
- Steve Monarque – Johnny Ventura
- Ely Pouget – Leslie Reins
- R.G. Armstrong – Lewis Vendredi

## Fabuła
Stary handlarz antykami, Lewis Vendredi, zawiera pakt z diabłem i zaczyna sprzedawać przeklęte antyki. Po jego śmierci sklep odziedzicza jego siostrzenica Micki Foster i jej kuzyn Ryan Dallion. Z pomocą Jacka Marshaka postanawiają odzyskać przeklęte przedmioty od ludzi, którzy je kupili i znaleźli się pod ich wpływem.